# Campeonato Mundial de Natação em Piscina Curta de 2018 - 100 m livre masculino
A prova dos 100 metros nado livre masculino do Campeonato Mundial de Natação em Piscina Curta de 2018 foi disputado entre 15 e 16 de dezembro de 2018, no Hangzhou Sports Park Stadium, em Hangzhou, na China. 

## Recordes
Antes desta competição, os recordes mundiais e do campeonato nesta prova eram os seguintes:
|                       | Nome             | Nacionalidade | Tempo | Local  | Data                   |
| --------------------- | ---------------- | ------------- | ----- | ------ | ---------------------- |
| Recorde mundial       | Amaury Leveaux   | França        | 44.94 | Rijeka | 13 de dezembro de 2008 |
| Recorde do campeonato | Vladimir Morozov | Rússia        | 45.51 | Doha   | 3 de dezembro de 2014  |

## Medalhistas
| Ouro                 | Prata                  | Bronze             |
| Caeleb Dressel (USA) | Vladimir Morozov (RUS) | Chad le Clos (RSA) |

## Resultados

### Eliminatórias
As eliminatórias ocorreram dia 15 de dezembro com um total de 114 nadadores. 
| Colocação | Bateria | Raia | Nadador                 | Nacionalidade                   | Tempo   | Notas |
| --------- | ------- | ---- | ----------------------- | ------------------------------- | ------- | ----- |
| 1         | 9       | 0    | Caeleb Dressel          | Estados Unidos                  | 45.98   | Q     |
| 2         | 12      | 4    | Vladimir Morozov        | Rússia                          | 46.20   | Q     |
| 3         | 12      | 5    | Vladislav Grinev        | Rússia                          | 46.38   | Q     |
| 4         | 11      | 4    | Blake Pieroni           | Estados Unidos                  | 46.39   | Q     |
| 5         | 12      | 2    | Simonas Bilis           | Lituânia                        | 46.65   | Q     |
| 6         | 12      | 3    | Katsumi Nakamura        | Japão                           | 46.70   | Q     |
| 7         | 10      | 6    | Marcelo Chierighini     | Brasil                          | 46.89   | Q     |
| 8         | 12      | 7    | Alessandro Miressi      | Itália                          | 46.94   | Q     |
| 9         | 8       | 6    | Shane Ryan              | Irlanda                         | 46.97   | Q     |
| 10        | 9       | 8    | Mehdy Metella           | França                          | 46.99   | Q     |
| 11        | 10      | 4    | Cameron McEvoy          | Austrália                       | 47.08   | Q     |
| 12        | 12      | 0    | Danas Rapšys            | Lituânia                        | 47.11   | Q     |
| 13        | 12      | 6    | Sergii Shevtsov         | Ucrânia                         | 47.15   | Q     |
| 14        | 11      | 3    | Lorenzo Zazzeri         | Itália                          | 47.16   | Q     |
| 15        | 10      | 5    | Chad le Clos            | África do Sul                   | 47.17   | Q     |
| 16        | 12      | 1    | Jesse Puts              | Países Baixos                   | 47.23   | Q     |
| 17        | 11      | 5    | Oussama Sahnoune        | Argélia                         | 47.33   |       |
| 18        | 8       | 5    | Daniel Hunter           | Nova Zelândia                   | 47.36   |       |
| 19        | 11      | 2    | Louis Townsend          | Austrália                       | 47.38   |       |
| 20        | 10      | 2    | Kenneth To              | Hong Kong                       | 47.47   |       |
| 21        | 10      | 7    | Christoffer Carlsen     | Suécia                          | 47.50   |       |
| 22        | 9       | 6    | Mislav Sever            | Croácia                         | 47.56   |       |
| 23        | 8       | 7    | Velimir Stjepanović     | Sérvia                          | 47.57   |       |
| 24        | 10      | 8    | Damian Wierling         | Alemanha                        | 47.58   |       |
| 25        | 10      | 1    | Kristian Golomeev       | Grécia                          | 47.63   |       |
| 26        | 11      | 8    | Stan Pijnenburg         | Países Baixos                   | 47.67   |       |
| 27        | 12      | 9    | Artsiom Machekin        | Bielorrússia                    | 47.85   |       |
| 28        | 9       | 3    | Ben Hockin              | Paraguai                        | 47.91   |       |
| 28        | 11      | 7    | Emmanuel Vanluchene     | Bélgica                         | 47.91   |       |
| 30        | 12      | 8    | Kaiya Seki              | Japão                           | 47.94   |       |
| 31        | 9       | 1    | Maxim Lobanovskij       | Hungria                         | 48.03   |       |
| 32        | 11      | 0    | Cao Jiwen               | China                           | 48.04   |       |
| 33        | 8       | 3    | Jan Świtkowski          | Polónia                         | 48.08   |       |
| 34        | 7       | 5    | Cristian Quintero       | Venezuela                       | 48.14   |       |
| 35        | 10      | 9    | Markus Lie              | Noruega                         | 48.16   |       |
| 35        | 11      | 6    | Konrad Czerniak         | Polónia                         | 48.16   |       |
| 37        | 8       | 9    | Ali Khalafalla          | Egito                           | 48.17   |       |
| 38        | 9       | 5    | Alexander Trampitsch    | Áustria                         | 48.24   |       |
| 39        | 8       | 4    | Nils Liess              | Suíça                           | 48.34   |       |
| 40        | 9       | 2    | Bradley Vincent         | Ilhas Maurícias                 | 48.35   |       |
| 41        | 10      | 0    | Hou Yuije               | China                           | 48.59   |       |
| 42        | 9       | 9    | Adil Kaskabay           | Cazaquistão                     | 48.82   |       |
| 43        | 9       | 4    | Kregor Zirk             | Estónia                         | 48.87   |       |
| 44        | 8       | 2    | Andrew James Digby      | Tailândia                       | 48.91   |       |
| 45        | 7       | 4    | Guido Buscaglia         | Argentina                       | 49.18   |       |
| 46        | 8       | 8    | Riku Pöytäkivi          | Finlândia                       | 49.27   |       |
| 47        | 9       | 7    | Julien Henx             | Luxemburgo                      | 49.48   |       |
| 48        | 7       | 1    | Lin Chien-Liang         | China                           | 49.57   |       |
| 49        | 7       | 0    | Nikola Bjelajac         | Bósnia e Herzegovina            | 49.59   |       |
| 50        | 7       | 6    | Virdhawal Khade         | Índia                           | 49.67   |       |
| 51        | 7       | 8    | Alex Sobers             | Barbados                        | 49.71   |       |
| 52        | 6       | 7    | Mohammed Bedour         | Jordânia                        | 49.73   |       |
| 53        | 8       | 1    | Igor Mogne              | Moçambique                      | 49.82   |       |
| 54        | 6       | 4    | Isaac Beitia Lasso      | Panamá                          | 50.03   |       |
| 55        | 8       | 0    | Dado Fenrir Jasminuson  | Islândia                        | 50.19   |       |
| 56        | 7       | 2    | Sebastian Arispe        | Peru                            | 50.21   |       |
| 57        | 6       | 3    | Jean-Luc Zephir         | Santa Lúcia                     | 50.44   |       |
| 58        | 5       | 4    | Sina Gholampour         | Irão                            | 50.47   |       |
| 59        | 5       | 3    | S.J.Bernardina          | Curaçau                         | 50.48   |       |
| 60        | 6       | 2    | Kaloyan Bratanov        | Bulgária                        | 50.52   |       |
| 61        | 7       | 3    | Abdoul Niane            | Senegal                         | 50.55   |       |
| 62        | 6       | 1    | Pedro Chiancone         | Uruguai                         | 50.57   |       |
| 63        | 7       | 9    | Giorgi Biganishvili     | Geórgia                         | 50.62   |       |
| 64        | 7       | 7    | Kyle Abeysinghe         | Sri Lanka                       | 50.78   |       |
| 65        | 5       | 1    | Dan Siminel             | Moldávia                        | 50.92   |       |
| 66        | 6       | 5    | Jhonny Pérez            | República Dominicana            | 51.03   |       |
| 67        | 5       | 7    | Kohen Kerr              | Bahamas                         | 51.18   |       |
| 68        | 6       | 9    | Stefano Mitchell        | Antilhas Holandesas             | 51.23   |       |
| 69        | 5       | 6    | Souhail Hamouchane      | Marrocos                        | 51.30   |       |
| 70        | 5       | 8    | Delron Felix            | Granada                         | 51.35   |       |
| 71        | 4       | 7    | Danilo Rosafio          | Quênia                          | 51.37   |       |
| 72        | 6       | 6    | Matt Galea              | Malta                           | 51.40   |       |
| 73        | 6       | 8    | Nixon Hernandez         | El Salvador                     | 51.43   |       |
| 74        | 4       | 5    | Issa al Adawi           | Omã                             | 51.48   |       |
| 75        | 3       | 7    | Dean Hoffman            | Seicheles                       | 51.58   |       |
| 76        | 5       | 9    | Vladimir Mamikonyan     | Armênia                         | 51.59   |       |
| 77        | 2       | 9    | Bakr Al-Dulaimi         | Iraque                          | 51.73   |       |
| 78        | 4       | 4    | Mohammad Rahman         | Bangladesh                      | 51.76   |       |
| 79        | 6       | 0    | Sidrell Williams        | Jamaica                         | 52.11   |       |
| 80        | 4       | 2    | Gianluca Pasolini       | San Marino                      | 52.55   |       |
| 81        | 5       | 5    | Firas Saidi             | Catar                           | 52.58   |       |
| 82        | 2       | 1    | Musa Zhalayev           | Turquemenistão                  | 52.84   |       |
| 83        | 4       | 6    | Hilal Hemed Hilal       | Tanzânia                        | 52.88   |       |
| 84        | 2       | 6    | Heriniavo Rasolonjatovo | Madagáscar                      | 53.30   |       |
| 85        | 3       | 0    | Delgerkhuu Myagmar      | Mongólia                        | 53.41   |       |
| 86        | 4       | 8    | Noel Keane              | Palau                           | 53.67   |       |
| 87        | 5       | 2    | Christian Nikles        | Brunei                          | 53.74   |       |
| 88        | 4       | 3    | Thomas Morriss          | Samoa                           | 53.79   |       |
| 89        | 5       | 0    | Chase Onorati           | Zimbabwe                        | 53.85   |       |
| 90        | 1       | 5    | Shane Cadogan           | São Vicente e Granadinas        | 53.88   |       |
| 91        | 3       | 8    | Kener Torrez            | Nicarágua                       | 54.33   |       |
| 92        | 1       | 4    | Fadhil Saleh            | Uganda                          | 54.36   |       |
| 93        | 2       | 2    | James Hendrix           | Guam                            | 54.46   |       |
| 94        | 1       | 3    | Colins Ebingha          | Nigéria                         | 54.85   |       |
| 95        | 4       | 1    | Nabeel Hatoum           | Palestina                       | 55.26   |       |
| 96        | 3       | 4    | Dion Kadriu             | Kosovo                          | 55.36   |       |
| 97        | 4       | 0    | Josh Tarere             | Papua-Nova Guiné                | 55.66   |       |
| 98        | 4       | 9    | Kaleo Kihleng           | Estados Federados da Micronésia | 55.83   |       |
| 99        | 2       | 3    | Finau Ohuafi            | Tonga                           | 55.90   |       |
| 100       | 3       | 9    | Carel Irakoze           | Burundi                         | 56.28   |       |
| 101       | 3       | 5    | Lennosuke Suzuki        | Marianas Setentrionais          | 56.91   |       |
| 102       | 2       | 5    | Yousif Ibrahim          | Sudão                           | 57.42   |       |
| 103       | 2       | 8    | Chanthol Thoeun         | Camboja                         | 57.61   |       |
| 104       | 2       | 4    | Nadeem Younas           | Paquistão                       | 58.00   |       |
| 105       | 3       | 1    | Vadym Semkiv            | São Martinho                    | 59.53   |       |
| 106       | 1       | 6    | Tokelo Makepe           | Botswana                        | 1:02.54 |       |
| 107       | 3       | 3    | Clifton Daromani        | Ilhas Salomão                   | 1:04.67 |       |
| 108       | 3       | 6    | Mamadou Tahirou Bah     | Guiné                           | 1:07.56 |       |
| 109       | 2       | 7    | D.R.da Silva            | Timor-Leste                     | 1:10.42 |       |
|           | 2       | 0    | Fenel Lamour            | Haiti                           | DNS     |       |
|           | 10      | 3    | César Cielo             | Brasil                          | DNS     |       |
|           | 11      | 1    | Huseyin Sakci           | Turquia                         | DNS     |       |
|           | 11      | 9    | Dylan Carter            | Trinidad e Tobago               | DNS     |       |
|           | 3       | 2    | Phillip Kinono          | Ilhas Marshall                  | DSQ     |       |

### Semifinal
A semifinal ocorreu dia 15 de dezembro. 
Semifinal 1
| Colocação | Raia | Nadador            | Nacionalidade  | Tempo | Notas |
| --------- | ---- | ------------------ | -------------- | ----- | ----- |
| 1         | 4    | Vladimir Morozov   | Rússia         | 45.93 | Q     |
| 2         | 3    | Katsumi Nakamura   | Japão          | 46.24 | Q     |
| 3         | 5    | Blake Pieroni      | Estados Unidos | 46.31 | Q     |
| 4         | 2    | Mehdy Metella      | França         | 46.53 | Q     |
| 5         | 6    | Alessandro Miressi | Itália         | 46.84 |       |
| 6         | 1    | Lorenzo Zazzeri    | Itália         | 46.98 |       |
| 7         | 8    | Jesse Puts         | Países Baixos  | 47.23 |       |
| 8         | 7    | Danas Rapšys       | Lituânia       | 47.25 |       |

Semifinal 2
| Colocação | Raia | Nadador             | Nacionalidade  | Tempo | Notas |
| --------- | ---- | ------------------- | -------------- | ----- | ----- |
| 1         | 8    | Chad le Clos        | África do Sul  | 45.89 | Q     |
| 2         | 4    | Caeleb Dressel      | Estados Unidos | 46.09 | Q     |
| 3         | 5    | Vladislav Grinev    | Rússia         | 46.23 | Q     |
| 4         | 3    | Simonas Bilis       | Lituânia       | 46.46 | Q     |
| 5         | 7    | Cameron McEvoy      | Austrália      | 46.69 |       |
| 6         | 1    | Sergii Shevtsov     | Ucrânia        | 46.86 |       |
| 7         | 2    | Shane Ryan          | Irlanda        | 46.93 |       |
| 7         | 6    | Marcelo Chierighini | Brasil         | 46.93 |       |

### Final
A final foi realizada em 16 de dezembro. 
| Colocação         | Raia | Nadador          | Nacionalidade  | Tempo | Notas            |
| ----------------- | ---- | ---------------- | -------------- | ----- | ---------------- |
| Medalha de ouro   | 3    | Caeleb Dressel   | Estados Unidos | 45.62 | Recorde nacional |
| Medalha de prata  | 5    | Vladimir Morozov | Rússia         | 45.64 |                  |
| Medalha de bronze | 4    | Chad le Clos     | África do Sul  | 45.89 |                  |
| 4                 | 6    | Vladislav Grinev | Rússia         | 45.92 |                  |
| 5                 | 1    | Simonas Bilis    | Lituânia       | 46.11 |                  |
| 6                 | 8    | Mehdy Metella    | França         | 46.51 |                  |
| 7                 | 2    | Katsumi Nakamura | Japão          | 46.57 |                  |
| 7                 | 7    | Blake Pieroni    | Estados Unidos | 46.57 |                  |

Legenda
| Recorde mundial       | Recorde mundial (World record)               |                       | Recorde africano                      | Recorde africano (African) |                                           | Q | Classificado por posição (Qualified) |
| Recorde do campeonato | Recorde do campeonato (Championship record)  | Recorde da América    | Recorde da América (Americas)         | q                          | Classificado por melhor tempo (Qualified) |   |                                      |
| Melhor marca do ano   | Melhor marca do ano (World leading)          | Recorde asiático      | Recorde asiático (Asian)              | DNS                        | Não largou (Did not start)                |   |                                      |
| Recorde nacional      | Recorde nacional (National record)           | Recorde europeu       | Recorde europeu (European)            | DNF                        | Não terminou (Did not finish)             |   |                                      |
| Recorde pessoal       | Recorde pessoal do atleta (Personal best)    | Recorde da Oceania    | Recorde da Oceania (Oceania)          | DSQ / DQ                   | Desclassificado (Disqualified)            |   |                                      |
| Recorde da temporada  | Recorde da temporada do atleta (Season best) | Recorde sul-americano | Recorde sul-americano (South America) | NM                         | Sem marca (No mark)                       |   |                                      |